# Francisco José Ribas
Francisco José Ribas (Guatire, Provincia de Venezuela; 10 de abril de 1764 - Trinidad, colonia británica de Trinidad, 1828) fue un sacerdote, teólogo y filósofo venezolano, firmante del Acta del 19 de abril de 1810.
Hermano mayor de José Félix Ribas. Nació en el seno de una familia numerosa, la cual contaba con 11 hijos. El 3 de noviembre de 1779, solicitó licencia para vestir los hábitos clericales. En 1785, obtuvo el título de licenciado en filosofía en la Real y Pontificia Universidad de Caracas; el 18 de noviembre del mismo año solicitó ser examinado para optar al grado de maestro en artes. El 28 de julio de 1786 recibió el grado de bachiller en teología, el de licenciado en teología le fue conferido el 16 de diciembre de 1788, y el de doctor en teología el 9 de enero de 1789. 
Posteriormente se desempeñó como catedrático de la Universidad de Caracas, donde se postuló para el cargo de rector el 2 de enero de 1805 y el 2 de enero de 1809.
Simón Bolívar le propuso en 1813 al arzobispo Narciso Coll y Pratt el nombramiento del presbítero Ribas como su secretario, a lo que sin embargo no accedió, manteniendo en el cargo a Juan José Guzmán. Con motivo del traslado del corazón del prócer neogranadino Atanasio Girardot a la catedral de Caracas el 18 de octubre de 1813, Ribas predicó un sermón en el que manifestó su adhesión al gobierno republicano y a la causa independentista. Este sermón y otro pronunciado en el que se celebraba el triunfo de su hermano José Félix Ribas en el sitio de Los Taguanes, sirvieron para acusarlo en las causas de infidencia introducidas por las autoridades realistas contra varios sacerdotes en septiembre de 1814. En el expediente de las referidas causas contra el presbítero Ribas, aparece como emigrado, de modo que es muy probable que se hubiera residenciado en alguna isla del Caribe o en otro lugar fuera de Venezuela. El 3 de septiembre de 1820 fue escogido como diputado principal del Congreso de 1821, al cual sin embargo no pudo asistir. En relación con la fecha de su deceso, la misma se desconoce con exactitud, sólo estableciéndose que ocurrió en el año de 1828.
- Datos: Q8962459